# 方舟二号
《方舟二号》（Ark II），1976年美国CBS电视台播出的真人扮演的科幻电视连续剧。“方舟二号”是剧中的一辆六轮机动车，方舟二号的成员在上面生活工作，驾驶着方舟二号在各地探险。